# Praia do Quião
Praia do Quião com o Cabo de Santo André visível ao fundo.

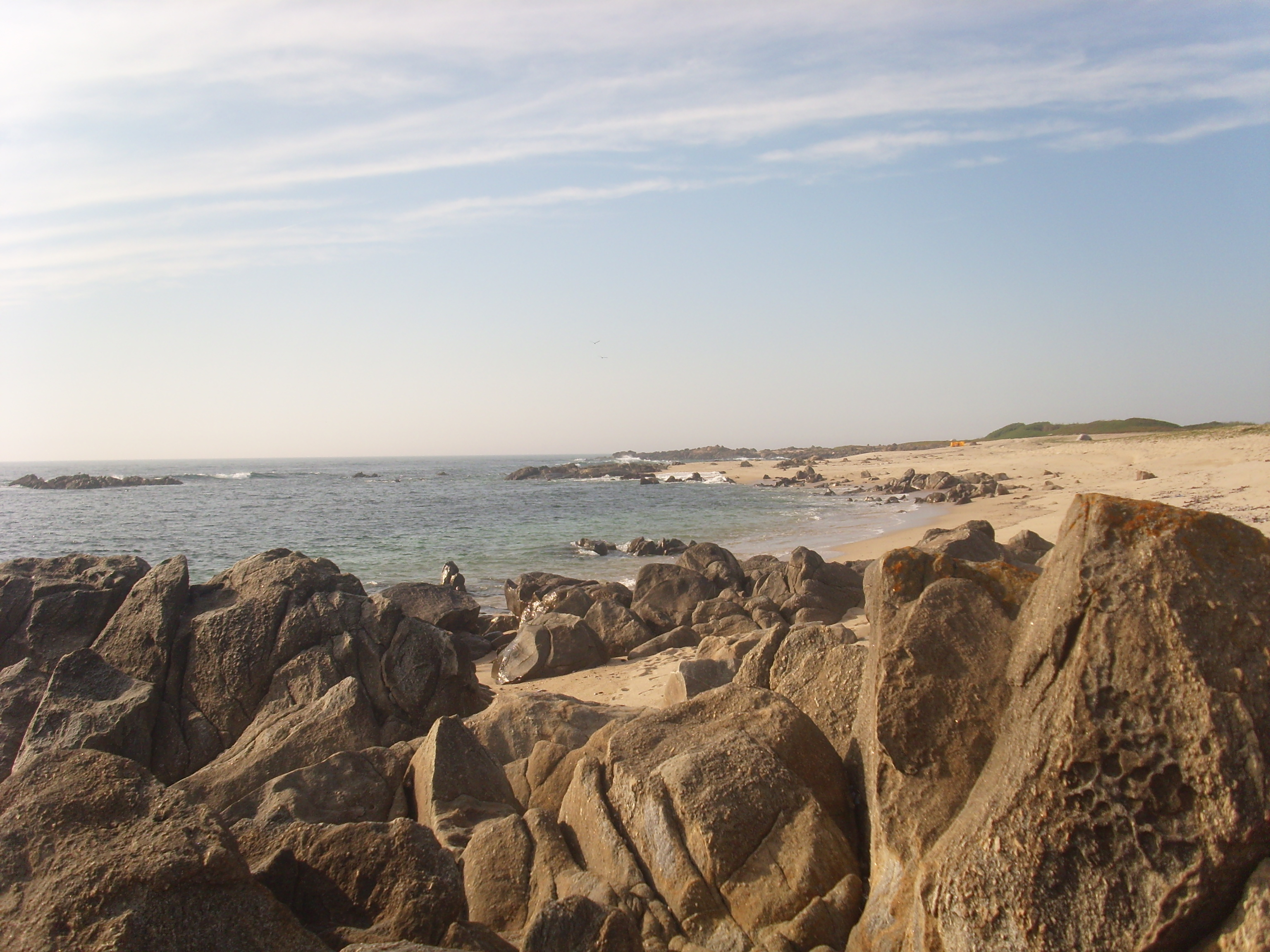
Penedos da Praia do Quião.

A Praia do Quião é uma extensa praia marítima da Póvoa de Varzim, localizada entre a Praia de Coim e o Cabo de Santo André, na freguesia de Aver-o-Mar. A Praia do Quião é uma praia pouco frequentada de areia branca, de dimensão fina a média dependendo do local, com bastantes penedos.
No Quião Norte, de acesso difícil, pratica-se a tradicional apanha do Sargaço que é estendido ao sol para secar antes de ser amontoado para fazer as medas de sargaço. Esta zona é protegida por dunas de antigas masseiras desaparecidas e, dado ser calma, é usada para encontros e retiros.